# Criss Angel
Criss Angel, egentligen Christopher Nicholas Sarantakos, född 19 december 1967 i New York, är en grek-amerikansk illusionist, musiker, utbrytarkung och stuntman, samt är skapare av serien Criss Angel Mindfreak.
Criss Angel har också en live-show i Las Vegas som heter "beLIEve".